# Cúp bóng đá Scotland
Cúp bóng đá Scotland (Scottish Cup, tiếng Gael Scotland: Cupa na h-Alba), tên đầy đủ là Scottish Football Association Challenge Cup, là một giải đấu bóng đá loại trực tiếp thường niên dành cho các câu lạc bộ bóng đá nam ở Scotland. Giải đấu được tổ chức lần đầu tiên vào mùa 1873–74. Quyền tham dự dành cho tất cả 122 câu lạc bộ có tư cách thành viên chính thức của Hiệp hội bóng đá Scotland (SFA), cùng với tối đa 8 câu lạc bộ khác là thành viên liên kết. Giải được gọi là Scottish Gas Men's Scottish Cup  vì lý do tài trợ.
Mặc dù là giải đấu lâu đời thứ hai trong lịch sử bóng đá, sau Cúp FA Anh, chiếc cúp của Cúp bóng đá Scotland là lâu đời nhất trong bóng đá và cũng là chiếc cúp quốc gia lâu đời nhất trên thế giới. Nó lần đầu tiên được trao cho Queen's Park, đội đã giành chiến thắng trong trận đấu cuối cùng của giải đấu đầu tiên vào tháng 3 năm 1874. Đội vô địch hiện tại là Celtic, đã vô địch giải lần thứ 41 khi đánh bại Inverness Caledonian Thistle 3–1 trong trận chung kết năm 2023.